# PlayStation Jailbreak

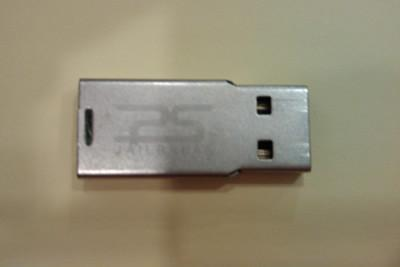
Un PS Jailbreak USB

PlayStation Jailbreak, también conocido como PS Jailbreak, fue un dispositivo USB aparecido en agosto de 2010 que permitía la ejecución de código no firmado en la consola PlayStation 3. En la práctica, esto facilitaba la instalación y ejecución de copias no autorizadas y homebrew. Junto con el dispositivo se incluía un software llamado Backup Manager, que permitía copiar los juegos originales desde el Blu-ray al disco rígido interno o a uno externo formateado en FAT32. El mencionado software podía ser detectado, permitiendo a Sony identificar a los usuarios de Jailbreak. Numerosos dispositivos clónicos han aparecido en el mercado luego del lanzamiento del Jailbreak. Todos estos dispositivos (Jailbreak y derivados) únicamente funcionan en consolas con firmware 3.41. A partir de la versión 3.42, Sony bloqueó su uso.

## Downgrade
Los creadores del dispositivo original también descubrieron la posibilidad de realizar un downgrade a la consola desde las versiones 3.42 y 3.50 (las que inutilizan el Jailbreak). Este procedimiento implica ingresar al modo de servicio de la consola para instalar una versión anterior del firmware oficial. De esta manera los usuarios pueden continuar utilizando el Jailbreak, pero además tienen la posibilidad de recuperar la función OtherOS, eliminada por Sony a partir de la revisión 3.21. Dicha función permite la instalación de GNU/Linux en la consola, y su supresión fue objeto de controversia. 
Como respuesta al downgrade, Sony lanzó una nueva revisión del firmware, la 3.55, que bloquea el ingreso al modo de servicio, e impide en consecuencia la instalación de otra versión.
Actualmente si los usuarios intentan bajar v3.56/3.60 la consola se queda atrapada en el modo de servicio de fábrica, haciéndola inútil. Sin el último firmware v3.60, los usuarios son incapaces de acceder a PlayStation Network.

## Clones
Pocos días después del lanzamiento de PS Jailbreak, y por medio de ingeniería inversa, fue descifrado su funcionamiento, permitiendo la aparición de numerosos clones como PS3 Break y PS3 Key, entre otros. Algunos de ellos permiten ser actualizados ya que incorporan una memoria reescribible. Estos clones también han logrado duplicar la funcionalidad de downgrade para así ofrecerla a los usuarios.

## PSGroove
PSGroove es una implementación de código abierto que consigue la misma funcionalidad del Jailbreak utilizando diversos dispositivos externos como placas especiales, calculadoras gráficas y reproductores portátiles, también por medio de la conexión USB. Notoriamente, ha sido lanzado un port de PSGroove para el firmware de código abierto Rockbox, permitiendo su utilización en varios reproductores Ipod y Sandisk Sansa, entre otros.

### Modificaciones
La versión original de PSGroove no permite la carga de juegos, han aparecido entonces varias modificaciones, algunas de ellas permiten esta posibilidad. Las más importantes son:
- PSGroove+: Está basado en el original, pero incluye la carga de juegos. Permite utilizar Backup Manager, Open Manager o sus derivados.
- OpenPSJailbreak: También basado en el original, cuenta con optimizaciones en el código.
- PSFreedom: Versión de PSGroove para Nokia N900 y Dingoo.
- PSGroopic: Port del original para el microcontrolador PIC 18F2550. El mismo es económico y fácil de encontrar en el mercado.

PSGrade es el nombre que ha recibido la implementación de código abierto del downgrade originalmente creado por el equipo de desarrollo de PS Jailbreak, para ser utilizado con PSGroove.

## Open Manager
El 1º de octubre del mismo año un autor anónimo lanzó Open Manager, una versión de código abierto del Backup Manager, que imita su funcionamiento y lo mejora en algunos aspectos. También han aparecido varios forks de este programa, como el Gaia Manager, el Rogero Manager y el MultiMAN, entre otros.

## En línea
Dado que para ingresar a PlayStation Network es necesaria la última actualización de firmware, no es posible que los usuarios con Jailbreak ingresen a este servicio. No obstante, es posible el juego en línea mediante la utilización de programas especiales como XLink Kai o XBSLink. Estos programas simulan una red de área local a través de Internet, lo que permite conectarse por medio de aquellos juegos que tengan opción de LAN.

## Legalidad
- Jailbreak PS3 se prohibió en Australia, ya que se considera que en violación del derecho de autor. La prohibición señala que PS Jailbreak no puede ser importado, distribuido a otra persona u ofrecido al público.[11]
- Sony ha iniciado juicios en varios territorios como Estados Unidos, Europa y Asia para bloquear su venta.